# Cantó de Thiron-Gardais
El cantó de Thiron-Gardais és un cantó francès del departament d'Eure i Loir, situat al districte de Nogent-le-Rotrou. Té 12 municipis i el cap és Thiron-Gardais.

## Municipis
- Chassant
- Combres
- Coudreceau
- La Croix-du-Perche
- Frazé
- Frétigny
- Happonvilliers
- Marolles-les-Buis
- Montigny-le-Chartif
- Nonvilliers-Grandhoux
- Saint-Denis-d'Authou
- Thiron-Gardais

## Història
| Data d'elecció                           | Identitat          | Partit                           | Qualitat |
| ---------------------------------------- | ------------------ | -------------------------------- | -------- |
| 1945-1949                                | M. Berneron        | SFIO                             |          |
| 1949-1967                                | Pierre Lamirault   | RPF, després divers droite       |          |
| 1967-1992                                | Philippe Lamirault | radical, després MRG, després PS |          |
| 1992-                                    | Luc Lamirault      | Divers droite                    |          |
| les dades anteriors no són pas conegudes |                    |                                  |          |
|                                          |                    |                                  |          |

## Demografia
| A partir de 1990: Població sense dobles comptes |